# Grangallo Tirevite
Grangallo Tirevite (The Quick Draw McGraw Show) est une série télévisée d'animation américaine en 45 épisodes de 7 minutes en couleurs, produite par Hanna-Barbera Production et diffusée entre le 28 septembre 1959 et le 20 octobre 1961 en syndication.
Aux États-Unis, le The Quick Draw McGraw Show était composé de trois segments de 7 minutes chacun : Grangallo et Petitro (Quick Draw McGraw and Baba Looey), Jappy et Pappy toutou (Augie Doggie and Doggie Daddy) et Fouinard et Babillard (en) (Snooper and Blabber).
La série a été diffusée à partir du 4 juin 1962 à la Télévision de Radio-Canada, en Belgique en 1962 sur RTBF, et en France, à partir du 8 août 1966 sur la première chaîne de l'ORTF dans l'émission La Séquence du jeune spectateur puis rediffusée sur Boomerang en 2004.

## Synopsis
Grand Galop un cheval et Petitro un âne ont de multiples aventures dans un cadre "western".

## Doublage

### Voix originales
- Daws Butler : Grangallo Tirevite (en)
- Daws Butler : Petitro (en)
- Don Messick : Reniflard

### Voix française
- Benoît Marleau : Grangallo
- Serge Lhorca : Petitro
- ? : Reniflard

## Épisodes

### Première saison (1959-1960)
1. Les Dangers de l'Ouest (Scary Prairie)
2. Un bon du mauvais (Bad Guys Disguise)
3. Aller Scout, aller (Scat, Scout, Scat)
4. Les Bandits jumeaux (Choo-Choo Chumps)
5. Masquer les problèmes (Masking for Trouble)
6. Toute la fumée sans feu (Lamb Chopped)
7. Un double dangereux (Double Barrel Double)
8. Le Bateau sur le Mississippi (Riverboat Shuffled)
9. Désespoir vertigineux (Dizzy Desperado)
10. Une arme à la main (Sagebrush Brush)
11. Un chien gourmand (Bow-Wow Bandit)
12. Le Fantôme (Six-Gun Spook)
13. La Grande Ville (Slick City Slicker)
14. Les Voleurs de bétail (Cattle Battle Rattled)
15. Le Chien de prairie (Doggone Prairie Dog)
16. El Kabong (El Kabong)
17. Les Pistolets de scellement (Gun Gone Goons)
18. La Grève de El Kabong (El Kabong Strikes Again)
19. Le Trésor de El Kabong (Treasure of El Kabong)
20. La Locomotive (Locomotive Loco)
21. La Chasse au poney (Bronco Bustin' Boobs)
22. Le Lion menteur (The Lyin' Lion)
23. Lien du bois (Chopping Spree)
24. L'Éléphant (Elephant Boy Oh Boy !)
25. La Chasse au taureau (Bull-Leave Me)
26. El Kabong contre El Kabong (Kabong Kabong's Kabong)

### Deuxième saison (1960)
1. Le Rivale de El Kabong (El Kabong Meets El Kazing)
2. Sheriff des balles (Bullet Proof Gallot)
3. L'Un et l'autre (Two Too Much)
4. Les Jumeaux chauds (Twin Troubles)
5. L'Ombre de bandit (All Baba Looey)
6. Théâtre en folie (Shooting Room Only)
7. Coyote mignon (Yippe Coyote)
8. Une femme interdite (Gun Shy Gal)
9. Qui est El Kabong ? (Who Is El Kabong ?)
10. Le Misérable gaie (Scooter Rabbit)
11. Les Œufs d'or (Talky Hawky)
12. Super spéciale (Extra Special Extra)
13. Le Fils de El Kabong (El Kabong Jr)

### Troisième saison (1961)
1. Mauvais El Kabong (El Kabong Was Wrong)
2. Dynamite terrifiant (Dynamite Fright)
3. L'Appât (Baba Balt)
4. El Kabong dans la grande ville (Big Town El Kabong)
5. Tracez votre chemin (Mine Your Manners)
6. La Marque de El Kabong (The Mark of El Kabong)